# 에릭 브루어
에릭 피터 브루어(영어: Eric Peter Brewer, 1979년 4월 17일 ~ )는 캐나다의 은퇴한 아이스하키 선수로 현역 시절 포지션은 수비수이다. 토론토 메이플리프스를 마지막으로 16시즌 동안 내셔널 하키 리그(NHL)에서 활동했다. NHL 올스타전에도 이름을 올렸으며, 올림픽에서 금메달 1개를 획득했다.